# Xã Otter Creek, Quận Greenwood, Kansas
Xã Otter Creek (tiếng Anh: Otter Creek Township) là một xã thuộc quận Greenwood, tiểu bang Kansas, Hoa Kỳ. Năm 2010, dân số của xã này là 209 người.